# Municipio de Spruce Creek
El municipio de Spruce Creek (en inglés: Spruce Creek Township) es un municipio ubicado en el condado de Huntingdon en el estado estadounidense de Pensilvania. En el año 2000 tenía una población de 263 habitantes y una densidad poblacional de 12.4 personas por km².

## Geografía
El municipio de Spruce Creek se encuentra ubicado en las coordenadas 40°37′36″N 78°07′28″O / 40.62667, -78.12444.

## Demografía
Según la Oficina del Censo en 2000 los ingresos medios por hogar en la localidad eran de $33,750 y los ingresos medios por familia eran de $47,188. Los hombres tenían unos ingresos medios de $30,156 frente a los $26,250 para las mujeres. La renta per cápita de la localidad era de $18,148. Alrededor del 9,2% de la población estaba por debajo del umbral de pobreza.